# Puliciphora papillata
Puliciphora papillata är en tvåvingeart som beskrevs av Borgmeier 1960. Puliciphora papillata ingår i släktet Puliciphora och familjen puckelflugor. Inga underarter finns listade i Catalogue of Life.